# Aureolus aragóniai gróf
Aureolus aragóniai gróf származásáról semmit sem tudunk, arra sem nevének fennmaradt, latinos alakja, sem az abból kikövetkeztetett Oriol nem utal. Föltehetőleg frank nemes volt, de ezt csak abból gyanítják, hogy lojális hűbérese volt I. (Jámbor) Lajosnak.

## Uralomra jutása és uralma
A keresztény–moszlim határvillongások eredményeként 798 és 802 között a keresztények a Zaragozai kormányzóság és Banu Szalama rovására kisebb területeket hódítottak el a Pireneusok nyugati részén, alapvetően az Aragón folyó völgyében. Jámbor Lajos ezeket a területeket 802-ben grófsággá szervezte, és gróffá Aureolust nevezte ki (akinek korábbi életéről semmit se tudunk).
Az új gróf haláláig meg tudta tartani a rá bízott területeket, utána azonban kiújultak a konfliktusok.

## Fordítás
- Ez a szócikk részben vagy egészben  az   Aureolus of Aragon című angol Wikipédia-szócikk ezen változatának fordításán alapul.  Az eredeti cikk szerkesztőit annak laptörténete sorolja fel. Ez a jelzés csupán a megfogalmazás eredetét és a szerzői jogokat jelzi, nem szolgál a cikkben szereplő információk forrásmegjelöléseként.